# Corporação Espacial Sueca
A Corporação Espacial Sueca (em sueco: Svenska rymdaktiebolaget; também conhecida por SSC, sigla em inglês de Swedish Space Corporation) é uma empresa estatal da Suécia, vocacionada para a execução do programa espacial do país. Lida com tecnologia espacial e de deteção remota desde 1927, colaborando em programas e projetos com organizações espaciais, empresas e organizações de pesquisa com acesso ao espaço. É responsável pela gestão do Centro de pesquisa e lançamento de foguetes de Esrange, localizado a 45 km a leste da cidade de Quiruna, no norte da Suécia. 

## História
A SSC fornece competência especializada em subsistemas espaciais, operações espaciais e satélites, foguetes e sistemas de balão, incluindo equipamentos de experiência, serviços de lançamento, serviços de engenharia aeroespacial, bem como sistemas de bordo de vigilância marítima. Através de suas subsidiárias integrais, a ECAPS e a NanoSpace, a SSC também está envolvida no desenvolvimento de sistemas de propulsão ecológicos e sistemas de micromecânica para aplicações espaciais.
A partir da sua instalação Esrange Space Center no norte da Suécia, a SSC faz os lançamentos de foguetes e balões de alta altitude para a pesquisa nas áreas de microgravidade, astrofísica, astronomia e estudos atmosféricos.
Em 1 de julho de 2011 a SSC vendeu sua divisão de satélite à empresa espacial alemã OHB que formou uma subsidiária sueca chamada de OHB-Sweden.
Em fevereiro de 2013, uma auditoria feita pelo governo foi divulgado pelo Gabinete de Auditoria Nacional da Suécia, que concluiu que "o investimento espacial sueco é distribuído entre várias organizações que funcionam como chaminés sem comunicação real entre elas e nenhuma ambição comum". Enquanto cerca de 1 bilhão SEK (158 milhões USD) são gastos anualmente em iniciativas espaciais suecas, o relatório da auditoria exige um adicional do governo na "supervisão da Agência Espacial Europeia (ESA) e uma revisão da estrutura e missão do Swedish Space Corporation.

## Satélites científicos desenvolvidos
- Prisma - lançado em 15 de junho de 2010
- SMART-1 - lançado em 27 de setembro de 2003
- Odin - lançado em 20 de fevereiro de 2001
- Astrid 2 -  lançado em 10 de dezembro de 1998
- Astrid 1 - lançado em 24 de janeiro de 1995
- Freja - lançado em 06 de outubro de 1992
- Viking -  lançado em 22 de fevereiro de 1986

## Gerenciamento de projetos de satélites de telecomunicações
- Tele-X
- Sirius W
- Sirius 2
- Sirius 3